# Neró
|  | Per a altres significats, vegeu «Neró (desambiguació)». |

Neró Claudi Cèsar August Germànic (llatí: Nero Claudius Caesar Augustus Germanicus; Antium, 15 de desembre del 37 - 9 de juny del 68), nascut Luci Domici Ahenobarb (llatí: Lucius Domitius Ahenobarbus), fou el darrer emperador romà de la dinastia julioclàudia. El seu regnat com a emperador va ser entre el 13 d'octubre de 54 i el 9 de juny de 68 i va marcar el final de la dinastia julioclàudia. Nascut del matrimoni entre Cneu Domici Ahenorbarb i Agripina la Menor, va accedir al tron després de la mort del seu oncle Claudi, qui anteriorment l'havia adoptat i nomenat successor en detriment del seu propi fill, Claudi Tiberi Germànic.
Durant el seu regnat va centrar la major part de la seva atenció en la diplomàcia i el comerç, i va intentar augmentar el capital cultural de l'Imperi a través de la construcció de diversos teatres i la promoció de competicions i proves atlètiques. Diplomàticament i militar el seu regnat està caracteritzat per l'èxit contra l'Imperi Part, la repressió de la revolta dels britànics de 60-61 i una millora de les relacions amb Grècia. L'any 68 va tenir lloc un cop d'estat en què van estar involucrats diversos governadors, després del qual, aparentment, el van forçar a suïcidar-se.
El regnat de Neró s'associa a la tirania i l'extravagància. Se'l recorda per una sèrie d'execucions sistemàtiques, incloent-hi la de la seva pròpia mare i la del seu germanastre, i sobretot per la creença generalitzada que mentre Roma cremava, ell estava component amb la seva lira, a més de veure'l com un implacable perseguidor dels cristians. Aquestes característiques es basen fonamentalment en els escrits dels historiadors Tàcit, Suetoni i Cassi Dió. Poques de les fonts antigues que han sobreviscut el descriuen de manera favorable, encara que sí que n'hi ha algunes que relaten la seva enorme popularitat entre el poble romà, sobretot a Orient.
La versemblança dels documents que relaten els tirànics actes de Neró són motiu de controvèrsia entre alguns historiadors. Separar la realitat de la ficció, en relació amb els escrits clàssics, pot resultar difícil.

## Biografia
Era fill de Gneu Domici Aenobarb i d'Agripina Menor, filla de Germànic Cèsar i germana de Calígula. Fou adoptat per Claudi el 50, després de casar-se amb la seva mare. Llavors tenia 16 anys i el jove es va casar amb Clàudia, filla de Claudi i de Valèria Messal·lina.

### Ascens com a emperador
Entre els seus mestres hi havia Sèneca. Neró tenia talent i bon gust, apreciava l'art i feia versos, però era indolent i donat als plaers. A la mort de Claudi, el 54, Neró, que havia estat designat hereu, fou proclamat emperador. Per si en quedava cap dubte, Agripina ja havia fet els passos necessaris i el prefecte del pretori, Sext Afrani Burre, el va presentar com a nou sobirà. Alguns pretorians van preguntar per Britànic, però ningú no va moure un dit a favor seu i l'habitual donació de Neró als pretorians va acabar de decidir la successió, que fou confirmada pel Senat.
Neró no era un bon orador i Sèneca li havia d'escriure tots els discursos. Inicialment va deixar que el Senat pogués legislar. A l'Orient, l'Armènia Menor fou donada a Aristòbul, fill d'Herodes de Calcis, i l'Armènia Sofene, a l'àrab Sohemos.
La mare de Neró volia governar en nom del seu fill i va rebre tots els atributs externs del poder, però, per influència de Burre i Sèneca, no va poder governar.
Neró es va dedicar aviat als plaers, en els quals va tenir per company el futur emperador, Otó. El 55 va exercir el consolat amb Luci Antisti Vet. El conflicte amb la mare va empitjorar i ella va intentar oposar Britànic al seu propi fill. Això va acabar amb l'enverinament de Britànic, que només tenia 14 anys. Finalment es va poder establir un pacte entre mare i fill.
L'any 57, Neró fou cònsol per segona vegada, amb Luci Calpurni Pisó, i l'any següent va repetir amb Valeri Mesal·la. Neró no estimava la seva dona, Clàudia, i va quedar fascinat per Poppea Sabina, la dona d'Otó, coneguda per la seva conducta llicenciosa. Otó fou enviat com a governador a Lusitània per deixar el camp lliure a Neró (s'hi va estar deu anys). Poppea es volia casar amb l'emperador, però això era impossible mentre Agripina visqués.
Armènia havia estat ocupada pels parts, però al començament del regnat fou recuperada pels romans i Corbuló va ser enviat a la zona per dirigir la guerra. L'any 58 va començar la lluita contra Tiridates, nomenat rei d'Armènia pel seu germà, el rei dels parts. Corbuló va lluitar a Artàxata i Tigranocerta (60).
A la frontera del Rin hi havia pau i els soldats de Paulí Pompeu a la Germània Inferior es van poder dedicar a la construcció de canals. Luci Vet va planejar unir el Saona i el Mosel·la per un canal per connectar la Mediterrània i la mar del Nord per una línia contínua a través del Roine i el Rin, però la gelosia d'Eli Gracil, el legat de la Gàl·lia Belga, ho va impedir.
Neró va intentar matar la seva mare fent naufragar el seu vaixell a Baies, però va fracassar i finalment fou assassinada per ordre de l'emperador (59), amb l'aprovació de Sèneca i Burre. La mort fou acceptada pel Senat, però Neró va tenir remordiments i se li apareixia l'espectre de la seva mare.
Neró es va dedicar a la música, ja que aspirava a ser un músic reconegut. També tenia molta afició per les carreres de quadrigues.
El 60 va ser cònsol per quarta vegada, amb Cos Corneli Lèntul. Aquest any es va establir un rei vassall a Armènia i un contingent va restar al país.
Aquest mateix any va desterrar Rubel·li Plaute, que era membre de la família imperial per part de la seva mare Júlia, i que Neró veia com a possible rival. Plaute es va retirar a Àsia, on dos anys després fou executat per ordre del mateix Neró.
El 61 es va produir la revolta de Boadicea a Britànnia, sufocada per Suetoni Paulí. El pretor Antisti fou acusat de fer versos contra l'emperador i condemnat a mort, si bé es va salvar de l'execució per la intervenció de Trasea. Fabrici Veientó, un altre literat que havia escrit contra Neró, fou desterrat.
El 62 va morir Burre i fou substituït per Fenni Ruf i Sofoni Tigel·lí. Sèneca va demanar permís per retirar-se i Neró va quedar sota influència d'homes perillosos, especialment Sofoni.
Neró es va divorciar d'Octàvia (al·legant que era estèril) i es va casar amb Poppea al cap de 18 dies. Després va acusar falsament Octàvia d'adulteri i la va desterrar a l'illa de Pandatària, on poc temps després fou executada. Tàcit diu que la noia tenia uns 20 anys.
El 62, els parts van envair Armènia, van expulsar Tigranes i van restituir Tiridates. Finalment es va establir un acord, però els ambaixadors parts a Roma no el van poder confirmar i les hostilitats es van reprendre. Gai Cesenni Pet fou derrotat en la batalla de Randea i els romans van haver d'evacuar el país. El 63, Corbuló va tornar a Armènia i finalment es va establir un acord pel qual el regne esdevenia client romà, però amb un rei part. Tiridates va fer un homenatge a Neró i més tard va anar a Roma per rebre personalment la corona.
El mateix any 63, Pompeia fou destruïda per un terratrèmol.
Poppea va donar a llum una filla que va rebre el títol d'augusta, que fou donat també a la mare. Però aquesta filla va morir quan tenia 4 mesos (63).
L'incendi de Roma el 64 fou molt greu i va destruir una bona part de la ciutat. Molts autors n'acusen Neró, però els estudis moderns no ho consideren probable. Com que el rumor de la seva culpabilitat corria per Roma, es va haver de trobar un culpable i es va acusar la petita secta odiada dels cristians. La reconstrucció de la ciutat planejada per Neró fou finançada amb actes d'exacció i fins i tot es van espoliar els temples. La primera construcció fou el seu nou palau, d'una magnificència desconeguda.
El 65, la seva tirania havia esperonat una conspiració encapçalada per Gai Calpurni Pisó. Milic, un llibert de Flavi Escevi, va descobrir els conspiradors i es van produir nombroses execucions, entre d'altres les de Pisó, Lucà (que es va poder suïcidar) i Plauci Laterà. És possible que Sèneca fos un dels conspiradors o, si més no, n'estigués al corrent. Neró li va ordenar suïcidar-se. El Senat va recompensar Tigel·lí, autor de les execucions, amb ornaments triomfals.
Va seguir la mort de Poppea, colpejada per Neró per no tenir un fill. El seu cos no va ser enterrat, sinó embalsamat i posat al sepulcre dels julis. Neró va proposar en matrimoni Antònia, filla de Claudi i la seva germana per adopció, però ella va refusar l'honor i consegüentment fou executada. Llavors es va casar amb Messal·lina Estatília, que havia quedat viuda de Vestí, a qui Neró va fer matar. Estatília ja havia estat la seva amant.
En aquest temps, el jurista Gai Cassi Longí fou exiliat a Sardenya. Altres executats van ser Luci Juni Silà Torquat, Luci Antisti Vet, Sèxtia (la seva sogra) i la seva filla Pol·lútia (esposa de Rubel·li Plaute).
Neró va dedicar una important quantitat de diners públics per reconstruir Lugdúnum (l'actual Lió), incendiada com Roma. La ciutat fou la darrera que li va romandre lleial.
Apol·loni de Tíana va visitar Roma el 66 i fou acusat de màgia, però es va poder escapolir. Neró va començar a ser contrari als filòsofs i Musoni Ruf, filòsof estoic, fou desterrat. Van ser executats Marc Anneu Mela (pare de Lucà) i Gai Petroni; també foren perseguits i executats Trasea Pet (que es va poder suïcidar) i Barea Sorà.
Aquest mateix any, Tiridates I d'Armènia va anar a Roma amb la seva dona i fills. Neró el va rebre a Nàpols i el rei es va tirar als seus peus i el va reconèixer com el seu senyor. Després van anar al teatre de Roma, on Neró el va coronar i li va donar el permís per reconstruir Artàxata. Més tard, Tiridates va sortir d'Itàlia per Brundísium i Neró li va transmetre una invitació per visitar Roma per al seu germà Vologès I de Pàrtia, el rei part, que la va declinar, però va convidar Neró a Pàrtia.

### Caiguda del poder
Neró va visitar Acaia, on va apreciar la cultura grega, i mentre hi era va rebre notícies de la rebel·lió dels jueus i de la derrota de Cesti Gal, el governador de Síria. Neró va enviar Vespasià, que després va ser emperador, a dirigir la guerra i Mucià com a governador de Síria. El 67 fou present als jocs olímpics, que s'haurien d'haver celebrat el 65, però que havien estat retardats dos anys per permetre a l'emperador assistir-hi. Per commemorar la fita, Neró va declarar lliure Acaia, en un manifest fet a Corint el dia de la celebració dels jocs ístmics. En aquests jocs va donar una mostra de crueltat quan va fer matar un cantant la veu del qual no li deixava sentir l'herald imperial. Neró va dissenyar un canal a través de l'istme de Corint (va començar els treballs, que més tard va fer aturar) i va visitar després Delfos, on l'oracle li va predir llarga vida. Era a Grècia quan va cridar Corbuló i el va ordenar executar, sentència que el general va evitar amb el suïcidi.
Mentre era a Grècia, l'administració a Roma havia estat encomanada al seu llibert Heli (Helius), que va abusar del poder. Davant la pèrdua de suport popular, va cridar l'emperador a Roma, i, com que no tornava, va anar a Grècia a buscar-lo. Finalment, Neró va sortir de Grècia la tardor del 67 i va entrar a Roma en triomf amb el carruatge d'August i acompanyat d'un músic.
El 68, Sili Itàlic i Galeri Tràcal foren cònsols. Llavors, la Gàl·lia es va revoltar sota Juli Víndex i va oferir el tron a Galba, governador de la Hispània Tarraconense. Galba, assabentat que l'emperador havia ordenat la seva execució, es va revoltar i fou proclamar emperador, si bé només va acceptar el títol de legat del Senat i el poble de Roma. Mentrestant, Neró, que en esclatar la revolta a la Gàl·lia era a Nàpols, va tornar a Roma, on en conèixer la revolta de Galba es va alarmar. El Senat va declarar Galba enemic de l'estat i l'emperador va fer destituir els dos cònsols per raons desconegudes i va assolir el càrrec de cònsol únic, com abans havien estat Gneu Pompeu i Juli Cèsar.
El governador de la Germània Superior era Vergini Ruf, que es manifestà contrari a Galba. Primer va marxar contra Víndex i va obtenir el suport dels gals que vivien a prop del Rin i de la ciutat de Lió. Ruf va assetjar Vesontio (Besançon), on es va dirigir Víndex, que es va entrevistar amb Ruf, i els dos homes van arribar a un acord, que per alguna raó fou trencat pels homes de Ruf, que van matar o van provocar la mort de Víndex, però llavors els soldats van proclamar emperador Vergini Ruf amb el títol d'august, però aquest el va refusar i es va sotmetre al Senat.
A Roma, mentrestant, es passava una època de fam i les exaccions de l'emperador per obtenir diners van acabar de decidir el seu enderrocament. Va córrer el rumor que Neró havia fugit cap a Egipte, i el prefecte del pretori, Tigel·lí, va convèncer els pretorians per proclamar Galba. Aquest estava força desmoralitzat per la mort de Víndex quan va saber que havia estat proclamat emperador a Roma i que les províncies l'anaven reconeixent.
Neró va fugir de palau a la nit amb alguns lliberts i es va refugiar en una casa del llibert Faó, a pocs quilòmetres de Roma, on va passar la nit i l'endemà en estat de terror i agitació. El seu amagatall fou descobert i un centurió amb soldats va anar allí per agafar-lo. Neró no es va deixar agafar viu i després de moltes vacil·lacions i amb l'ajut del seu secretari Epafrodit, es va suïcidar clavant-se una daga en el moment en què va sentir els cavalls dels soldats. El centurió encara va provar d'aturar l'hemorràgia, però Neró va morir al cap d'un minut.
Fou enterrat segons el seu rang, i les seves cendres van ser col·locades al sepulcre dels Domicis per dues de les seves dides i una concubina de nom Acte o Actea. Tenia 31 anys quan va morir i havia governat tretze anys i vuit mesos. Fou el darrer membre de la dinastia julioclàudia.